# Aeroporto di Yiwu
L'aeroporto di Yiwu (IATA: YIW, ICAO: ZSYW) (in cinese 义乌机场 - in pinyin Yìwū Jīchǎng) è l'aeroporto che serve la città di Yiwu, nella provincia dello Zhejiang, in Cina. L'aeroporto è localizzato a 5,5 km a nordovest del centro di Yiwu e a 51 km dall'area urbana di Jinhua.
L'aeroporto di Yiwu era in origine un aeroporto militare della Marina dell'Esercito Popolare Cinese. Nel 1988 il governo nazionale approvò la trasformazione del sito nella duplice funzione di aeroporto militare e civile. I voli civili furono inaugurati il 1º aprile 1991.
Nel gennaio 2012 sono iniziati i lavori per la trasformazione dell'aeroporto in terminal internazionale, con la costruzione di un terminal di 13.000 m², nuovi parcheggi e strade di collegamento per l'aeroporto.
L'aeroporto di Yiwu ha una pista lunga 2.500 metri e larga 45 metri. Nel 2014 ha avuto un traffico annuo di 1.200.000 passeggeri, collocandosi al 58º posto degli aeroporti della Cina.